# Воздушное пространство
Возду́шное простра́нство, в праве — пригодная для полётов в атмосфере летательных аппаратов часть над территорией государства (в том числе внутренними водами и территориальным морем). Международные договорённости признают государственный суверенитет воздушного пространства, но не распространяют его на космическое пространство.

## Собственность на воздушное пространство
В отличие от морей, владение воздушным пространством развивалось в трёх направлениях:
- частная собственность. Уже с римских времён права на пространство над участком земли принадлежали собственнику этого участка: в средневековой трактовке лат. en:Cuius est solum, eius est usque ad coelum et ad inferos, «кто владеет землёй, владеет от небес до ада», то есть права на землю простираются вверх и вниз. Эта трактовка перешла в общее право, но всегда толковалась ограниченно, часто только до высоты возможной застройки — например, полёт пули над участком земли не рассматривался как нарушение права собственности на участок, если только пуля не падала на землю в пределах участка. К концу XIX века с развитием воздухоплавания понятие частной собственности на воздушное пространство устарело, хотя в США окончательно этот подход был ликвидирован лишь в 1945 году решением Верховного суда США в деле en:United States v. Causby;
- общественная собственность (лат. en:res communis). Уже институции Юстиниана отмечали, что законы природы сделали воздух (наряду с морем и проточной водой) достоянием всего человечества;
- собственность государства.[источник?]

## Верхняя граница воздушного пространства
Граница между воздушным и безвоздушным пространством чётко не выделена, ни Парижская конференция в 1919 году, ни Чикагская конвенция 1949 года не определили верхнюю границу их применимости. Не указал такой границы и Договор о космосе, согласно которому суверенитет государств в космосе распространяется только на непосредственно запущенные ими космические объекты.
Типичным определением воздушного пространства является применимость его для полётов самолётов, что приводит к верхней границе на высоте по крайней мере 21 км. Требования о «взаимодействии с воздухом» в определении самолёта в версии ИКАО приводят к тому, что возможность полёта самолёта на высоте более 60 км «маловероятна».
Специализированные самолёты, вроде Lockheed U-2 и Lockheed SR-71 могут летать на высоте до 26 км, в «серой зоне» между воздушным пространством и космосом, по выражению Кинга. Динамический потолок истребителя-перехватчика МиГ-31 достигает высоты 30 км.
Для регистрации спортивных достижений авиаспортивная Международная авиационная федерация (FAI), нижней границей космического пространства определило линию Кармана, высоту 100 км над уровнем моря. Американский аэродинамик Теодор фон Карман в 1957 году опубликовал диаграмму с теоретико-эмпирической оценкой предела высоты полёта самолёта, на которой он должен обеспечить аэродинамическую подъёмную силу, не превысив первую космическую скорость, которая сама по себе лишит самолёт веса и нужды в подъёмной силе.

## В России
В Российской Федерации — деятельность, касающаяся воздушного пространства государства, регламентируется Воздушным кодексом Российской Федерации — России.
Согласно правовым актам России воздушное пространство простирается в высоту от нулевой отметки над рельефом местности или водной поверхностью. Правовой режим воздушного пространства устанавливается воздушным законодательством (ст. 2, 5 Воздушного кодекса России) и не предполагает отнесения какой-либо его части к земельному участку, над которым оно простирается, и распространения на воздушное пространство права собственника такого земельного участка.
Открытое воздушное пространство является международной территорией общего пользования.